# Всероссийский банк развития регионов
«Всероссийский банк развития регионов» — универсальный российский банк.
Направление деятельности банка — кредитование и обслуживание счетов корпоративных клиентов. Обслуживает частных клиентов: привлекает средства населения во вклады, выдает потребительские кредиты, выпускает пластиковые карты и т. д.
Кроме того, в сферу интересов банка входит работа на рынке ценных бумаг.
Банк находится под международными санкциями всех стран Евросоюза и некоторых других государств

## История
ВБРР создан в соответствии с постановлением Правительства РФ № 905 от 7 сентября 1995 года «О создании Всероссийского банка развития регионов» «в целях совершенствования финансово-кредитного механизма взаимодействия субъектов Российской Федерации с правительством РФ, расширения возможностей субъектов РФ по реализации федеральных целевых программ, а также региональных и межрегиональных инвестиционных программ как полностью контролируемая государством кредитная организация». В первый состав акционеров вошли комитеты госимущества Орловской, Иркутской и Московской областей, Ханты-Мансийского автономного округа, Республики Татарстан. Членами наблюдательного совета банка стали главы ряда региональных администраций, а его крупнейшим акционером от имени государства выступил Российский фонд федерального имущества (РФФИ, в 2008 году расформирован). Зарегистрирован Банком России 27 марта 1996 года.
С 2005 года является участником системы страхования вкладов.
В апреле 2017 года ВБРР выступил санатором банка Пересвет.

## Санкции
30 июля 2015 года банк попал под секторальные санкции США
24 июня 2021 года внесен в санкционный список Украины из-за «участия в предоставлении финансовых услуг и поддержке дестабилизации Украины»
16 декабря 2022 года Совет Европейского союза в рамках девятого пакета санкций ввёл полный запрет на операции с банком.
22 августа 2023 года банк включён в санкционный список Канады против организаций финансового сектора и предприятий «связанных с режимом Путина».
2 ноября 2023 года банк попал под блокирующие санкции США за «деятельность в секторе финансовых услуг в экономике России». Банк сообщил что приостановит работу своих карт UnionPay за рубежом после введения американских санкций
Также, по аналогичным основаниям, банк находится под санкциями Швейцарии и Великобритании

## Рейтинги
- * Рейтинговое агентство АКРА присвоило в 2017 году ВБРР рейтинговую оценку AA-(RU) со стабильным прогнозом. Рейтинг ежегодно подтверждался, в 2020 году был повышен до AA(RU) и далее ежегодно подтверждается на этом уровне[15].
- Рейтинговое агентство «Эксперт РА» присвоило в 2017 году ВБРР рейтинговую оценку ruAA со стабильным прогнозом и ежегодно подтверждало её до 2023 года[16].

## Органы управления
Правление банка.

## Деятельность
ВБРР предоставляет комплекс финансовых услуг. Основу клиентской базы составляют предприятия топливно-энергетического комплекса.
Банк обслуживает ок. 300 тыс. частных лиц и более 10 тыс. корпоративных клиентов. ВБРР осуществляет эмиссию и эквайринг карт «Мир», имеет свой процессинговый центр.
ВБРР входит в число банков, поручительствами которых могут быть обеспечены кредиты Банка России, является участником системы страхования вкладов.
Головной офис банка расположен в Москве. Сеть продаж представлена пятью филиалами (Краснодар, Санкт-Петербург, Нефтеюганск, Самара, Новосибирск), 51 офисом, 28 УСРМ. Собственная сеть банкоматов  насчитывает более 1 тыс. устройств, около 7 тыс. терминалов.